# Willem Joseph van Ghent

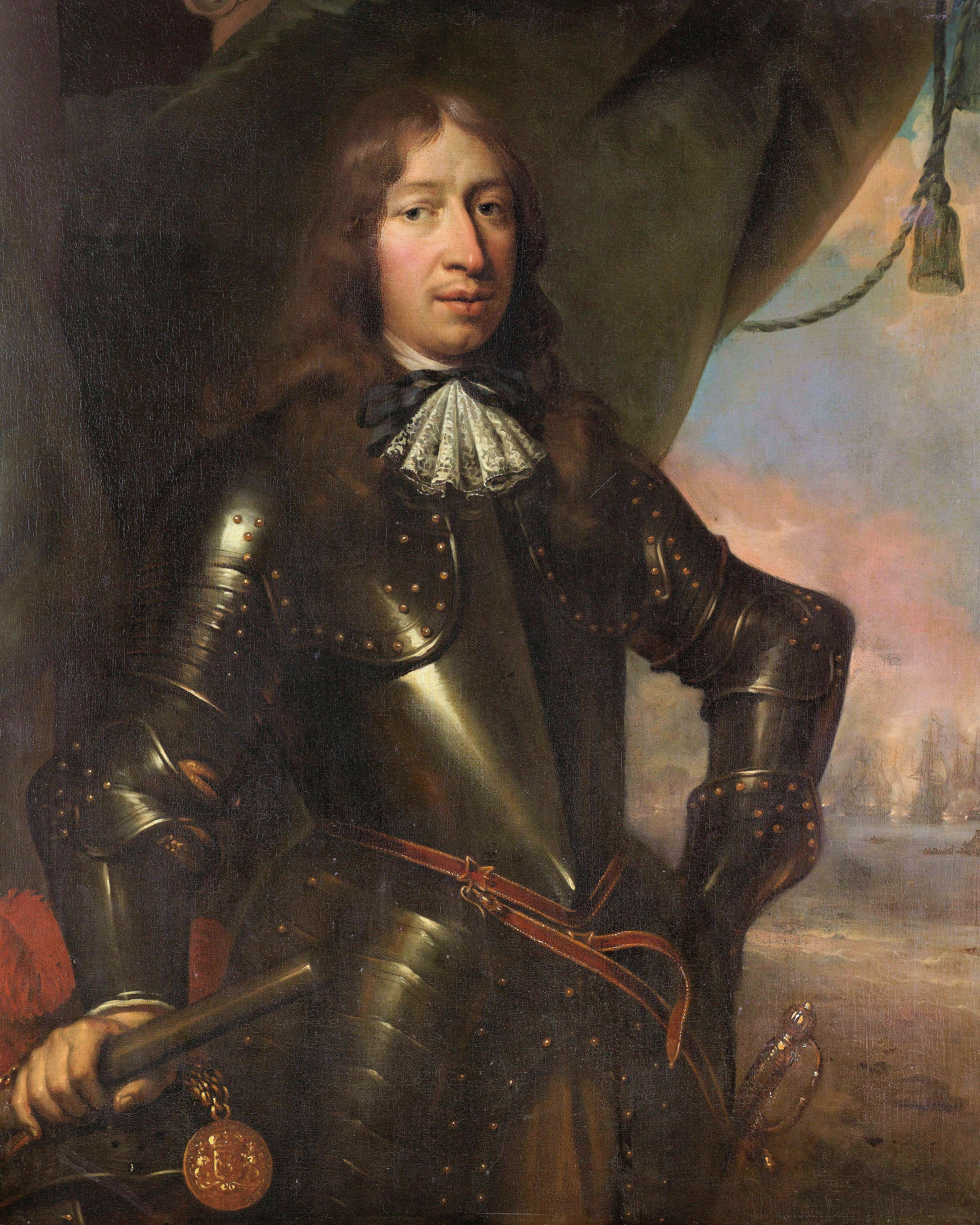
Willem Joseph van Ghent, von Jan de Baen

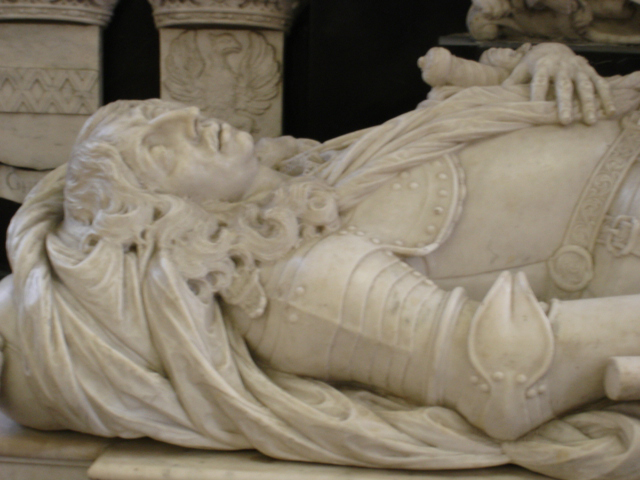
Grab von Willem Joseph van Ghendt im Dom von Utrecht

Willem Joseph van Ghent, Baron van Ghendt, (getauft 14. Mai 1626 in Winssen, Beuningen, Gelderland; † 7. Juni 1672 in der Seeschlacht in der Solebay) war ein niederländischer Admiral. Er gilt als Gründer des niederländischen Marineinfanteriekorps.

## Leben und Wirken
Willem Joseph van Ghent war von Adel und schlug die Militärkarriere ein. Ab 1645 diente er zunächst im Regiment des Grafen von Horn und wurde 1648 Hauptmann. Im Rahmen des Zweiten Nordischen Krieges kommandierte er ein Regiment Wallonen bei der Landung auf Fünen unter Michiel de Ruyter. 1663 wurde er Major und 1664 Oberstleutnant und Kommandeur der Garnison der Hafenstadt Hellevoetsluis. Im Zweiten Englisch-Niederländischen Krieg vertiefte sich seine Verbindung mit der Marine. Er war an der Schlacht in der Bucht von Bergen der niederländischen Handelsflotte gegen die Engländer beteiligt und wurde von Johan de Witt als Berater hinzugezogen, als es darum ging, ein Regiment Marinesoldaten für Landungsunternehmen aufzustellen (1665), das er als Oberst kommandierte. Bei der geheimen Vorbereitung von Landungsoperationen gegen England wurde er aus Geheimhaltungsgründen zum Kapitän zur See auf der Gelderland ernannt, ein Schiff mit 66 Kanonen der Admiralität von Rotterdam. Er nahm an der Viertageschlacht teil (wo sein Schiff am ersten Tag wegen des Seegangs Mastbruch erlitt und er auf einem anderen Schiff die Schlacht fortsetzte) und am St. James’s Day Fight, wobei er zur Deckung von De Ruyter´s Flaggschiff Sieben Provinzen eingesetzt war (und nur knapp einem englischen Brander entging), es aber keine Gelegenheit zu Landeoperationen gab. Es war aber der erste Einsatz seiner Marinesoldaten (Mariniers). Als Cornelis Tromp wegen seiner Eigenmächtigkeiten nach der Schlacht abgesetzt wurde, ernannte Johan de Witt ihn zu seinem Nachfolger als Admiral-Leutnant von Holland und Westfriesland. Er zögerte zunächst, um nicht in den Streit zwischen Republikanern und Orangisten (zu denen Tromp gehörte) hineingezogen zu werden, nahm dann aber auf Zurede von De Ruyter an. Er kommandierte 1667 eine Flottille in der Nordsee, mit der er Schottland bedrohte. Im Mai erfolgte dann endlich die geplante kombinierte Land- und Seeoperation beim Überfall im Medway, in der er mit seinen Marinesoldaten eine wesentliche Rolle am Erfolg hatte. Mit auf seinem Flaggschiff Agatha war Cornelis de Witt. Ziel waren die Reparaturdocks vor Chatham an der Themse, wo die englische Flotte ankerte. Drei große Linienschiffe wurden in Brand gesetzt und die Royal Charles erobert. Unmittelbar danach übernahm er wieder die Deckung der eigenen Handelsflotte (der halbjährliche Konvoi aus Ostindien) in der Nordsee. Im Juli endete der zweite niederländisch-englische Krieg mit dem Frieden von Breda.
1668 wurde Willem Joseph van Ghent Mitglied im Rat der Generalstaaten für Utrecht. 1670 unternahm er mit den Engländern einen erfolgreichen Schlag gegen die algerischen Korsaren. Im Dritten Niederländisch-Englischen Krieg fiel er in der ersten großen Seeschlacht des Krieges in der Solebay, als sein Flaggschiff Dolphijn das  Flaggschiff Royal James der englischen Blue Squadron angriff, dessen Kommandeur Edward Montagu, 1. Earl of Sandwich, dabei ebenfalls fiel. Van Ghent wurde von einer Kartätschenladung getroffen. Sein Leichnam wurde an Land gebracht und in Utrecht begraben (nach einer Zwischenzeit in Arnheim, da Utrecht damals noch französisch besetzt war).